# Kazimierz Biskupski
Kazimierz Biskupski (ur. 3 grudnia 1906 w Przasnyszu, zm. 7 czerwca 1967 w Warszawie) – polski prawnik, profesor nauk prawnych, specjalista w zakresie prawa konstytucyjnego i teorii prawa. 

## Życiorys
Maturę zdał w Łodzi w 1927, a następnie podjął studia prawnicze na Uniwersytecie Warszawskim, które ukończył w 1931. Aplikację prokuratorską zrobił w latach 1932–1935.
W czasie okupacji pracował jako nauczyciel w Grodzisku Mazowieckim.
Tuż po wojnie, był członkiem Biura Prezydialnego KRN (1946–1947) i był szefem Kancelarii Sejmu (1947–1949). W 1948 obronił doktorat zatytułowany Rady narodowe jako organy administracji lokalnej. Osiem lat później habilitował się, a w 1965 uzyskał tytuł profesora. Do 1958 był pracownikiem Uniwersytetu Warszawskiego, a w latach 1958–1967 Uniwersytetu Mikołaja Kopernika w Toruniu, gdzie pełnił funkcję prorektora (1959–1965) oraz kierownika Katedry Prawa Państwowego (1962–1967). Od 1960 był członkiem Towarzystwa Naukowego w Toruniu oraz Polskiej Akademii Nauk.

## Ordery i odznaczenia
- Krzyż Komandorski Orderu Odrodzenia Polski (3 kutego 1947)[1]
- Złoty Krzyż Zasługi (30 kwietnia 1946)[2]

## Twórczość
- Założenia ustrojowe współczesnej Francji (1963)
- Ustrój polityczny Belgii (1964)
- Problemy ustrojoznawstwa (1968)